# ایجی تک
ایجی تک (ایجی تک) شرکت خودروسازی مصری است، که در سال ۱۹۹۷ تأسیس شد.